# Тиква Хадаша
Тиква Хадаша (ивр. תקווה חדשה‎, в переводе — «Новая надежда»; полное название ивр. תקווה חדשה – אחדות לישראל‎ — Тиква Хадаша — Ахдут ле Исраэль, в переводе — «Новая надежда — единство для Израиля») — израильская политическая партия правого толка, зарегистрированная в декабре 2020 года.

## История
В декабре 2019 года на выборах лидера партии Ликуд, израильский политик Гидеон Саар выступил в оппозиции Биньямину Нетаньяху. Саар получил 27,5 % голосов избирателей, а Нетаньяху 72,5 %. В начале декабря 2020 года кнессет 23-го созыва в первом чтении принял законопроект о самороспуске и назначении новых выборов. После этого 8 декабря 2020 года Гидеон Саар объявил о создании новой политической партии. В своём обращении о создании партии он подверг критике 35-й состав правительства и его председателя Нетаньяху, а также провозгласил о своём намерении составить Нетаньяху конкуренцию на выборах в кнессет 24-го созыва, после чего немедленно вышел из состава депутатов кнессета и покинул партию Ликуд. 12 декабря в одном из своих интервью, Саар заявил что его партия не будет присоединяться к правительству под руководством Нетаньяху.
В последующие месяцы после создания к партии присоединился ряд известных политических деятелей Израиля и действующих депутатов кнессета такие как: Ифат Шаша-Битон, Йоаз Гендель, Цви Хаузер, Дани Даян, Зеэв Элькин, Бени Бегин, Михаль Шир, Шарен Хаскель и другие.

## Идеология

### Финансовая политика
Тиква Хадаша поддерживает политику гибридной экономики, что подразумевает расширение технологического сектора и инфраструктуры Израиля, а также за сокращение бюрократии в стране. С другой стороны, партия поддерживает расширение социальной защиты, а также гранты для малого бизнеса.

### Реформа правительства
Партия поддерживает политику ограничения срока правления. Она предлагает ограничить срок пребывания на посту премьер-министра до восьми лет. Кроме того, в партии предлагают избирать кнессет через смешанную избирательную систему.

## Результаты на выборах в кнессет
| Выборы | Лидер        | Голосов | % | Мест     | +/-   | Статус                         |
| ------ | ------------ | --- | --- | -------- | ----- | ------------------------------ |
| 2021   | Саар, Гидеон | 209,137 | 4.74 | 6 из 120 | новая | Коалиция                       |
| 2022   | Саар, Гидеон | В составе блока «Ха-махане ха-мамлахти» (13 марта 2024 года выделилась в отдельную фракцию под названием «Ха-ямин ха-мамлахти») | В составе блока «Ха-махане ха-мамлахти» (13 марта 2024 года выделилась в отдельную фракцию под названием «Ха-ямин ха-мамлахти») | 4 из 120 | ▼ 2   | Коалиция (с октября 2023 года) |